# 中国磁州窑博物馆
中国磁州窑博物馆或称磁州窑博物馆，是中国县级较大的专题博物馆，位于河北省邯郸市磁县城内磁州路中段路北磁州窑博物馆广场中心，被列入国家AAA级旅游景区。占地108亩，总面积5000平方米。2006年12月竣工并开馆。馆内设四个展厅，布展以《黑白艺术》为主题，设“窑火初燃”、“化境黑白”、“余韵悠长”、“美器由来”等部分来展示磁州窑文化。现为免费开放。